# Stephania
Stephania är ett släkte av tvåhjärtbladiga växter. Stephania ingår i familjen Menispermaceae.

## Bildgalleri

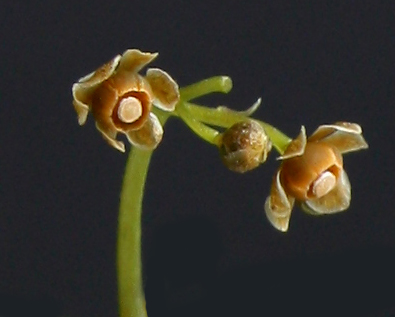

## Dottertaxa tillStephania, i alfabetisk ordning[1]
- Stephania abyssinica
- Stephania aculeata
- Stephania andamanica
- Stephania bancroftii
- Stephania brachyandra
- Stephania brevipedunculata
- Stephania brevipes
- Stephania cambodica
- Stephania capitata
- Stephania cephalantha
- Stephania chingtungensis
- Stephania corymbosa
- Stephania crebra
- Stephania cyanantha
- Stephania delavayi
- Stephania dentifolia
- Stephania dicentrinifera
- Stephania dictyoneura
- Stephania dielsiana
- Stephania dinklagei
- Stephania dolichopoda
- Stephania ebracteata
- Stephania elegans
- Stephania erecta
- Stephania excentrica
- Stephania formanii
- Stephania forsteri
- Stephania glabra
- Stephania glandulifera
- Stephania gracilenta
- Stephania grandiflora
- Stephania hainanensis
- Stephania herbacea
- Stephania intermedia
- Stephania japonica
- Stephania kerrii
- Stephania kuinanensis
- Stephania kwangsiensis
- Stephania lincangensis
- Stephania longa
- Stephania longipes
- Stephania macrantha
- Stephania mashanica
- Stephania micrantha
- Stephania mildbraedii
- Stephania miyiensis
- Stephania moluccana
- Stephania montana
- Stephania neoguineensis
- Stephania novenanthera
- Stephania oblata
- Stephania officinarum
- Stephania papillosa
- Stephania pierrei
- Stephania psilophylla
- Stephania renifolia
- Stephania reticulata
- Stephania salomonum
- Stephania sasakii
- Stephania sinica
- Stephania suberosa
- Stephania subpeltata
- Stephania succifera
- Stephania sutchuenensis
- Stephania tetrandra
- Stephania tomentella
- Stephania tuberosa
- Stephania venosa
- Stephania wightii
- Stephania viridiflavens
- Stephania yunnanensis
- Stephania zippeliana